# Eucera maroccana
Eucera maroccana är en biart som först beskrevs av Dusmet y Alonso 1928.  Eucera maroccana ingår i släktet långhornsbin, och familjen långtungebin. Inga underarter finns listade i Catalogue of Life.